# أندريا أنكوفتش
أندريا أنكوفتش (مواليد 16 يوليو 1937) هو لاعب كرة قدم. يلعب مع منتخب يوغوسلافيا لكرة القدم. سبق له أن لعب في كأس العالم لكرة القدم مع منتخب بلاده.

## روابط خارجية
- أندريا أنكوفتش على موقع الاتحاد الدولي (مؤرشف)  (الإنجليزية)
- أندريا أنكوفتش على موقع قاعدة بيانات كرة القدم.إي يو (الإنجليزية)
- أندريا أنكوفتش على موقع بيانات كرة القدم. دي إي (الألمانية)
- أندريا أنكوفتش على موقع ناشيونال فوتبول تيمز (الإنجليزية)
- أندريا أنكوفتش على موقع Soccerway.com (الإنجليزية)
- أندريا أنكوفتش على موقع عالم كرة القدم.نت (الإنجليزية)
- أندريا أنكوفتش على موقع أوليمبيديا (الإنجليزية)